# Sorten Muld

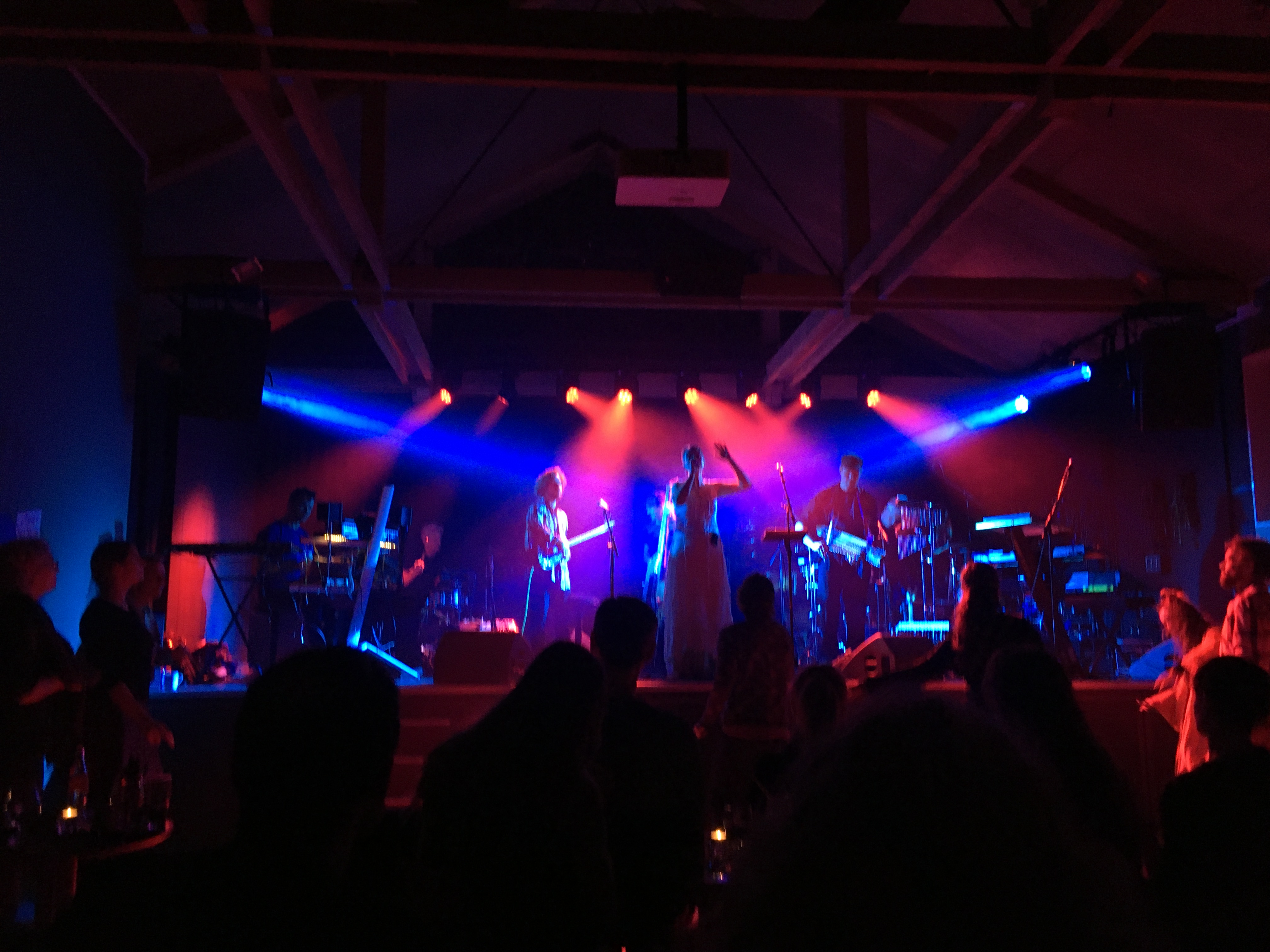
Sorten Muld, 2022

Sorten Muld (Deens voor Zwarte Aarde) is een Deense techno-folkband, opgericht in 1995 en met hun thuisbasis in Aarhus. Ze hebben twee Deense Grammy's gewonnen voor hun album Mark II.
Hun muziek kenmerkt zich door elegant gecomponeerde ritmes, zwevend geluid van typische folkinstrumenten als doedelzakken, fluiten en violen, in een elektronica-compositie die de dramatische teksten ondersteunt. Sommige nummers op Mark II zijn up-tempo met maar weinig tekst en kunnen ook geschaard worden onder dance of techno.
De teksten zijn oude verhalen uit de Deense volkstraditie over jaloezie, moord en vreemde wezens. In Kirstin van Mark II serveert een vader zijn dochter een maaltijd van haar vriendje. In Ulver van III neemt een man zijn vriendin mee het bos in om haar te doden en begraven, zonder haar medeweten. Hij valt in slaap en zij snijdt hem in stukken met zijn eigen zwaard.
Sorten Muld heeft ook een conceptalbum uitgebracht genaame Jord, Luft, Ild, Vand (Aarde, Lucht, Vuur, Water) – een overwegend instrumentale reis door de vier elementen. Het album is een geremasterde opname van een live-show op Bornholm.
Ze brengen hun platen uit bij de maatschappij Northside Records.

## Leden
- Ulla Benedixsen: zang
- Martin Ottesen: muzikant-architect
- Henrik Munch: technicus

(allen hierna verschijnen alleen op III)
- Søren Bendixsen: gitaar
- Harald Haugaard: altviool, viool, draailier
- Johannes Hejl: contrabas
- Niels Kilele: percussie
- Tommy Nissen: drums
- Martin Seeberg: doedelzak, fluit, mondtrom

## Discografie

### Albums
- Sorten Muld (1996)
- Mark II (1997)
- III (2000)
- Jord, Luft, Ild, Vand (2002)
- Mark IV - lånt tid (2021)

### Singles
- Ravnen (1997)
- Ravnen (1997) (ander hoesje en tracklist)
- Bonden og Elverpigen (1997)
- Som Stjernerne på Himlens blå (1997)
- Venelite (1998)
- Mylardatter (1998)
- Vølven (2000)
- Glød/Gylden Glød (2020) - featuring AySay
- Sangen om jorden (2021)
- Venelite II (2021)
- Under Månens Blanke Tæppe (2021)